# 이상기체 법칙

이상기체 법칙(理想氣體 法則, ideal gas law)은 이상기체를 다루는 상태 방정식이다. 이상기체 법칙은 기체 분자 운동론의 기본을 이룬다. 보일의 법칙, 샤를의 법칙, 보일-샤를의 법칙 및 아보가드로 법칙 등을 포함하며, 이를 이용해 기체의 분자량을 구할 수 있다. 다만, 실제 기체는 이상기체 법칙에 어긋나는 현상을 보일 때도 있는데, 이런 결함을 보완하려면 판데르발스 상태 방정식을 사용해야 한다. 이상기체 법칙은 종종 다음과 같이 쓴다.

{\displaystyle PV=nRT}
- {\displaystyle P}는 기체의 압력이다.
- {\displaystyle V}는 기체의 부피이다.
- {\displaystyle n}은 기체의 몰수이다.
- {\displaystyle R}은 기체 상수이며, 볼츠만 상수와 아보가드로 수의 곱이다.
- {\displaystyle T}는 기체의 절대 온도이다.

이것은 1856년에 아우구스트 크뢰니그와 1857년에 루돌프 클라우지우스가 이룬것처럼 기체 분자 운동론에서 미시적으로 도출될수 있다.

## 이상 기체 법칙의 역사
고대시대의 아르키메데스(Archimedes)는 물질의 기본적인 성질인 부력과 밀도를 이해하는 데 기여하였다. 이를 바탕으로 갈릴레오 갈릴레이(Galileo Galilee)가 실험을 통해 공기에 무게가 있다는 사실을증명했고, 용액의 온도에 따라 물질의 밀도가 달라진다는 것을 보여주는 기계를 만들었다. 이러한 갈릴레오의 활동은 훗날 기체의 역학운동에 대한 탐구에 좋은 길잡이가 되었다. 이후 토리첼리(Torricelli)는 수은 기압계를 만들었으며 기체가 힘을 매개하는 매개체가 될 수 있음을 밝혔다. 파스칼은 유체에서 압력은 모든 방향으로 동등하게 손실 없이 전달된다는 사실로부터 {\displaystyle P=F/A}라는 압력의 정의를 유추하기에 이르렀다. 그리고 이상 기체 방정식에 직접적인 영향을 준 보일, 샤를, 아보가드로의 법칙이 등장하여 이상 기체 방정식이 확립되었다. 이처럼 기원전부터 이어진 기체에 대한 관심으로부터 지금의 이상기체방정식이 만들어지게 되었고, 현재에는 좀 더 실제 사물에 적용될 수 있는 실질적 방정식으로 점차 발전하고 있다.

## 표시
거시적인 이상 기체 상태 방정식은 다음과 같은 식으로 표시된다.

{\displaystyle PV=nRT}
(P:압력, V:부피, n:기체의 몰수, R:기체 상수, T: 절대 온도)
이 식은, 기체에 작용하는 다음과 같은 법칙을 일반화시킨 것이다
- 보일의 법칙 : 온도가 일정하면 압력과 부피는 반비례한다.
- 샤를의 법칙 : 압력이 일정하면 부피는 온도에 비례한다.
- 보일-샤를의 법칙 : 부피는 압력에 반비례하고 온도에 비례한다.
- 아보가드로의 법칙 : 온도와 압력이 일정하면 부피는 몰수에 비례한다.

실제 기체는 근사적으로 대개 이상 기체 법칙을 따르며, 기체의 밀도가 0에 가깝거나 기체의 온도가 매우 높으면 이상 기체 법칙에 더 잘 맞게 된다. 그 이유는 밀도가 0에 가까워지면 분자의 운동시 기체 분자끼리 부딪히는 정도가 적어지고 분자 자신의 부피를 무시할 정도가 된다. 또 고온이 됨으로써 분자의 운동이 고속이 되어 분자 간의 힘이 무시할 만한 정도가 되기 때문이다.
이를 미시적 관점에서 본 미시적인 이상 기체 법칙은 다음과 같다.
{\displaystyle \qquad \qquad PV=NkT}
(P:압력, V:부피, N:기체의 분자수, k:볼츠만 상수, T:절대 온도)
이 법칙은 대기압 부근에서 거의 모든 기체에 대해 잘 적용되며, 압력이 낮아질수록 온도가 높아질수록 더 정확하게 성립한다. 또한 무극성이면서 낮은 분자량을 가진 분자일수록 더 정확하게 성립한다. 즉, 이 법칙은 낮은 밀도의 기체를 기술하는 일종의 극한 법칙에 해당한다. 또한 R은 상수이므로 다음과 같이 이상기체상태방정식을 나타낼 수 있다.
{\displaystyle \qquad \qquad P_{1}V_{1}/n_{1}T_{1}=P_{2}V_{2}/n_{2}T_{2}}

### 활용
반트호프의 삼투압 법칙에서는 다음과 같은 식이 성립한다.
{\displaystyle \qquad \qquad \pi =CRT}
(π:삼투압, C:기체의 몰농도, R: 기체 상수, T:절대 온도)

### 의의
이상 기체 법칙은 실험으로 측정한 거시적 행동과 구성 분자의 구조 및 상호작용을 연결 시킨 최초의 예이다. 또한 이 법칙으로부터 도출된 이상기체 상태방정식은 기체 분자 운동론의 기본이 되는 식이다. 이 식은 보일, 샤를, 게이-뤼삭 및 아보가드로의 법칙 등이 서로 연관되며 발전 종합되어 만들어진 식이며, 이 식을 통해 실제 기체에 대한 접근을 하면서 반데르발스 방정식이 나왔고, 또한 이 식은 계속 진화해가고 있다.

## 같이 보기
- 반데르발스 상태 방정식
- 비부피